# Horse Shoes (film 1927)
Horse Shoes è un film muto del 1927 diretto da Clyde Bruckman.

## Produzione
Il film fu prodotto dalla Monty Banks Enterprises.

## Distribuzione
Distribuito dalla Pathé Exchange, il film uscì nelle sale cinematografiche USA il 17 aprile 1927. In Germania, venne distribuito nel 1928 dalla Bayerische Film con il titolo Hochzeitsreise.
Copia della pellicola viene conservata negli archivi dell'UCLA Film and Television Archive.